# Provincia de Orellana
Orellana es una de las veinticuatro provincias que conforman la República del Ecuador, situada al nororiente del país, en la zona geográfica conocida como región amazónica. Su capital administrativa es la ciudad de Coca, la cual además es su urbe más grande y poblada. Ocupa un territorio de unos 21.692,1 km², siendo la tercera provincia del país por extensión, detrás de Pastaza y Morona Santiago. Limita al norte con la provincia de Sucumbíos; por el occidente con la provincia de Napo; por el sur con la provincia de Pastaza, y al este con la provincia de Maynas, perteneciente al Perú. Es la única provincia amazónica del Ecuador que no limita con alguna provincia de la Región Sierra
En el territorio orellanense, habitan 182.166 personas, según el último censo (2022), siendo la decimonovena provincia más poblada del país. La provincia de Orellana está constituida por cuatro cantones, con sus respectivas parroquias urbanas y rurales. Según el último ordenamiento territorial, la provincia de Orellana pertenecerá a una región comprendida también por las provincias de Napo y Pichincha, con excepción del Distrito Metropolitano de Quito, aunque no esté oficialmente conformada, denominada Región Centro Norte.
Es uno de los más importantes centros administrativos, económicos, financieros y comerciales de la Amazonía, además es una de las principales provincias que proveen al Estado ecuatoriano del petróleo que se exporta. Las actividades principales de la provincia son la extracción petrolera, el comercio y la agricultura.
Las selvas orellanenses son cuna de dos nacionalidades indígenas de la región amazónica del Ecuador: los quichuas de la Amazonía y los waorani. Tuvo distintos períodos migratorios provenientes como los quijos. La colonización española se dio en 1541, con la llegada de Francisco de Orellana, en su paso por el viaje que terminaría con el descubrimiento del río Amazonas. Durante ese período, la entidad máxima y precursora de la provincia sería el Gobierno de Quijos. Después de la guerra independentista y la anexión de Ecuador a la Gran Colombia, se crea la provincia de Pichincha, el 25 de junio de 1824, en la que dentro de sus límites se encontraba el actual territorio orellanense, luego pasaría a ser parte de la gran provincia de Oriente, posteriormente pasaría a formar parte de la provincia de Napo Pastaza y luego de Napo. El 30 de julio de 1998, se crea la vigésima segunda provincia del país: la provincia de Orellana.

## Historia

### Época virreinal española y Gran Colombia
La provincia de los Quijos era bien conocida en la época[cita requerida] en la que los españoles fundaron la ciudad de Quito. Dicha provincia se llamó de los Quijos, Sumaco y la Canela o de la Coca. Gonzalo Díaz de Pineda fue el primer español que llegó a territorio Quijos en busca del Dorado y la Canela en septiembre de 1538. Años más tarde, en 1541, Gonzalo Pizarro realizó una nueva exploración que terminó con el descubrimiento del río Amazonas. El territorio de Orellana perteneció a la Gobernación de Quijos y, más tarde, al Cantón Quijos; finalmente, al Cantón Napo.
El 23 de junio de 1824, la Cámara de Representantes de la República de Colombia expidió la Ley de División Territorial que dividía a Colombia en 12 departamentos, cada uno tenía provincias y cantones. Quijos fue declarado cantón de la provincia de Pichincha, en el Departamento 10, llamado Ecuador. Durante estos años el Oriente estuvo abandonado; los misioneros disminuyeron, más bien lo transitaban comerciantes, explotadores del oro y especerías de la Región, sobre todo, pieles, látex y la canela.

### Época republicana
El 29 de mayo de 1861, ya como Ecuador, la Convención Nacional dictó la Primera Ley sobre División Territorial que distribuyó el País en 15 provincias, una de ellas, "Oriente’’, que tuvo 2 cantones Napo y Canelos. El cantón Napo comprendía desde el río Caquetá hasta el Napo, y otras referencias. La capital de la provincia fue Archidona. El 27 de marzo de 1897, por Ley de la Asamblea Nacional, sancionada por el Presidente Eloy Alfaro el 14 de abril del mismo año, se creó la "Región de Oriente" y con este antecedente el mismo Eloy Alfaro en 1899, dicta la "Ley Especial de Oriente", dándole a la Región, un trato preferencial; pero como en la Ley anterior, varios territorios amazónicos continuaron perteneciendo a provincias de la Sierra.

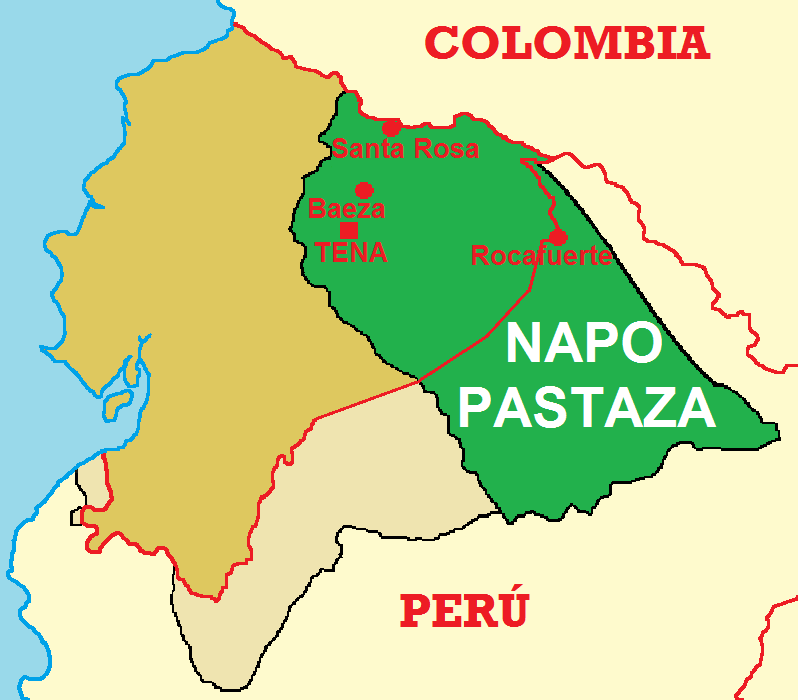
Provincia de Napo Pastaza en 1920.

En 1920, se divide al Oriente en dos provincias: Napo-Pastaza, con su capital Tena y Santiago-Zamora, en 1955 Napo-Pastaza, tuvo 4 cantones:
1. El Cantón Napo tiene 5 parroquias: Tena, (cabecera cantonal); Loreto, Archidona, Puerto Napo y Arajuno.
2. El Cantón Quijos tiene 4 parroquias: Baeza, (cabecera cantonal); Papallacta, Virgilio Dávila y El Chaco.
3. El Cantón Sucumbíos tiene 7 parroquias: Santa Rosa de Sucumbíos (cabecera cantonal); Farfán, Putumayo, Sigue, Cuyabeno, La Bonita y el Playón de San Francisco
4. El Cantón Aguarico tiene 4 parroquias: Rocafuerte, (cabecera cantonal), Yasuní, Cononaco, y Francisco de Orellana.

El 22 de octubre de 1959 publicado en el Registro Oficial No 963, el Congreso Nacional reforma la Ley Especial de Oriente y divide la Provincia de Napo-Pastaza en Napo y Pastaza, y Tena queda como capital de Napo.
En 1990, los huaorani lograron el reconocimiento de su propiedad colectiva sobre una reserva indígena de 6.125,6 km², que les permitirá una existencia semiautónoma. Un proceso de demarcación está en curso para delimitar esta región con una cerca de árboles, para desalentar la colonización.
La Iniciativa Yasuní-ITT fue una propuesta surgida de grupos ecologistas y tomada por el gobierno de Rafael Correa en 2007, para condicionar la posibilidad de que el Estado ecuatoriano permita la extracción de petróleo que se encuentra en el bloque petrolero ITT que se encuentra en la zona norte del Parque. Se basó en que los países desarrollados paguen a Ecuador cada año una compensación económica para mantener ese territorio sin explotación petrolera, con la mitad de lo valorado en su posible explotación, el estado ecuatoriano participaba con la compensación económica de la otra mitad, al negarse a explotar el parque nacional y no exportar el petróleo a otros países.
En 2013 el estado ecuatoriano canceló la campaña porque no se logró la compensación económica internacional, según lo acordado anteriormente con los que presentaron la propuesta y anunció que un 0.1% del parque nacional se usará para la extracción petrolera, es decir 10 km² (1000,0 ha), lo que se estima generará alrededor de 18.000 millones de USD (600 millones de dólares anuales durante 30 años).

## Gobierno y política

### Política
La estructura política de Orellana está conformada por el Gobierno Autónomo Descentralizado Provincial, denominado comúnmente como «Prefectura», la cual es una persona jurídica de derecho público que goza de autonomía política, administrativa y financiera, y ejerce las funciones ejecutivas, legislativas y de fiscalización dentro de la circunscripción territorial de la provincia. La sede de este gobierno seccional está en la ciudad de Coca, en calidad de capital provincial.
El gobierno provincial está conformado por un prefecto, un viceprefecto y el consejo provincial. El prefecto es la máxima autoridad y representante legal de la función ejecutiva dentro de la provincia y es elegido en binomio junto al viceprefecto por votación popular en las urnas. El consejo provincial es el órgano de legislación y fiscalización del gobierno provincial, y está integrado por el prefecto -quien lo preside con voto dirimente-, el viceprefecto, los alcaldes de los cuatro cantones orellanenses, y representantes de los gobiernos de las parroquias rurales. En la actualidad el cargo de prefecta lo ejerce Magali Orellana, reelegida para el periodo 2023 - 2027. 
Paralelo al Gobierno Autónomo Descentralizado Provincial de Orellana, el poder ejecutivo del presidente de la República está representado en la provincia por el gobernador. El cargo de gobernador es ocupado por un individuo designado por el presidente de la República, y puede durar en sus funciones indefinidamente mientras así lo decida el primer mandatario del país. Actualmente, la gobernadora de la provincia es Nuria Rocío Vega.

### División administrativa

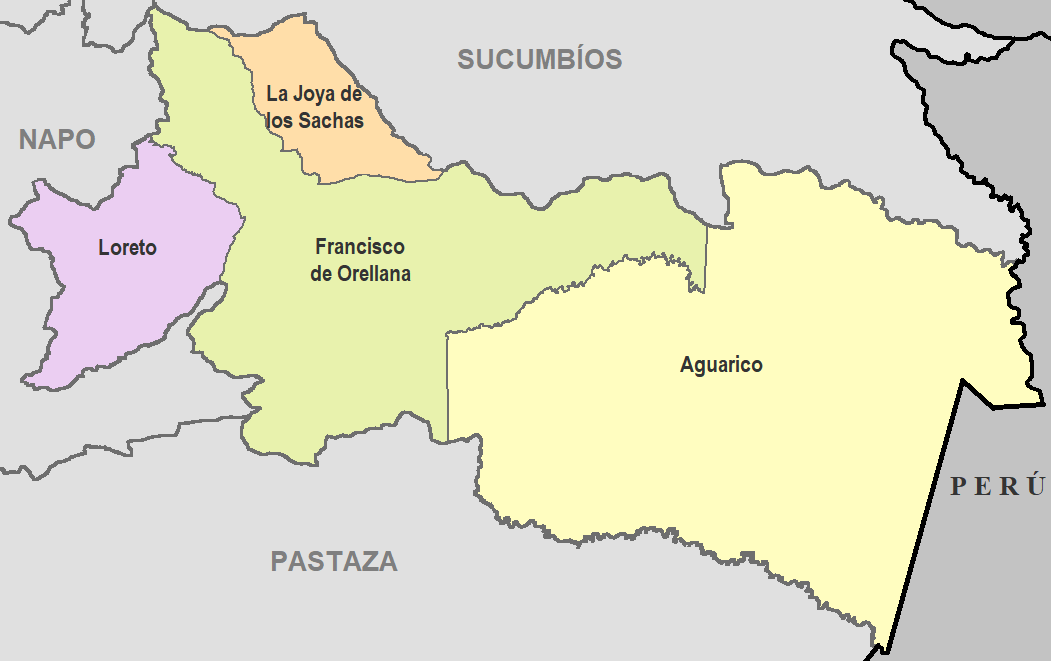
Cantones de Orellana.

Orellana está dividido en cuatro cantones, que a su vez están conformados por parroquias urbanas y rurales. Cada uno de los cantones son administrados a través de una municipalidad y un consejo cantonal, los cuales son elegidos por la población de sus respectivos cantones. La responsabilidad de estos cantones es realizar el mantenimiento de carreteras, administrar los presupuestos del gobierno del estado para programas de asistencia social y económica, y administrar, infraestructuras tales como parques y sistemas de saneamiento básico.
|  | Cantón                | Población (2022) | Área (km²) | Cabecera cantonal     | Población (2022) |
|  | --------------------- | ---------------- | ---------- | --------------------- | ---------------- |
|  | Aguarico              | 6872             | 11 358     | Tiputini              | 657              |
|  | Francisco de Orellana | 95 130           | 6995       | Coca                  | 51 281           |
|  | La Joya de Los Sachas | 52 444           | 1195       | La Joya de Los Sachas | 16 023           |
|  | Loreto                | 27 720           | 3904       | Loreto                | 5377             |

## Turismo

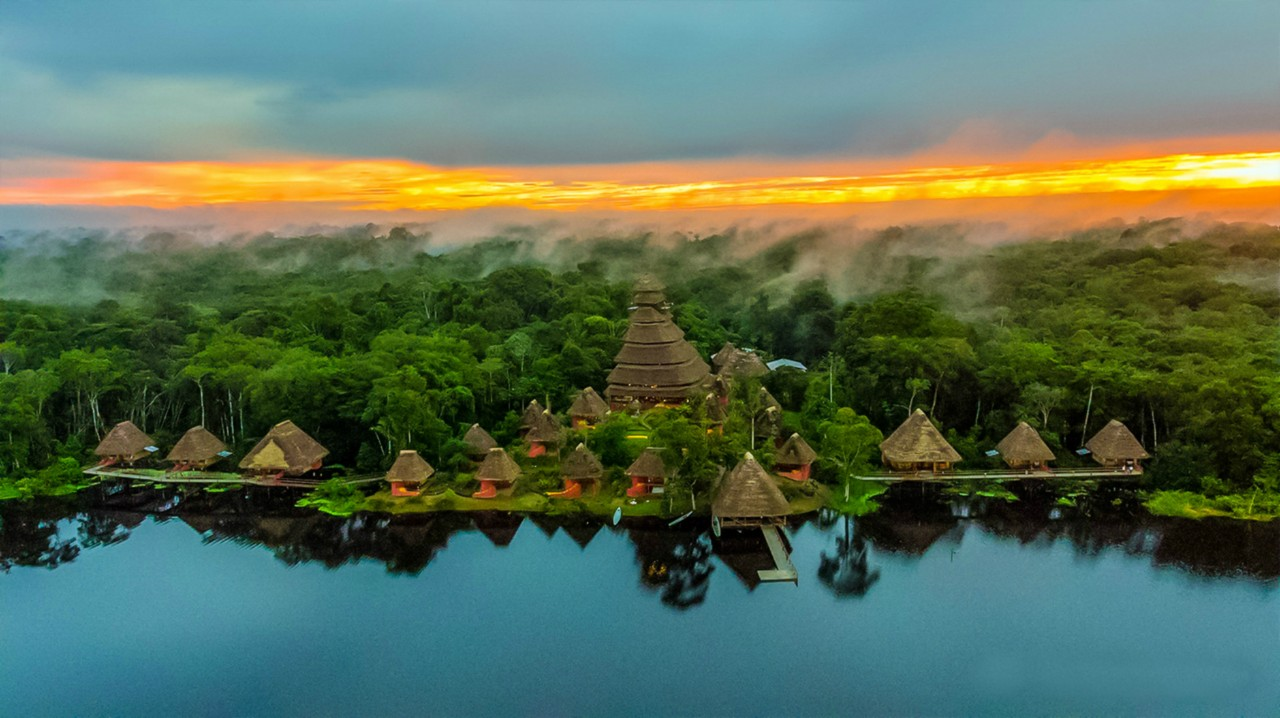
Cabañas del Napo Wildlife Center Ecolodge a orillas del río Napo.

Entre sus principales atractivos podemos mencionar el parque nacional Yasuní, declarado por la UNESCO como Reserva de Biósfera, el volcán Sumaco rodeado de una extensa biodiversidad y un mirador natural de la meseta amazónica. Coca es un centro turístico, lugar donde se encuentra la Catedral de Nuestra Señora del Carmén, la Laguna de Taracoa, el complejo turístico Samana Huasi, el museo de Cicame, el jardín botánico Mushu Yura, Pañacocha y el Río Napo son parte de sus atractivos.
Orellana es una provincia con carreteras en pésimas condiciones. Allí es dificultoso  visitar los poblados como Loreto y la Joya de los Sachas. En esta última hay un grupo de cascadas y lagunas dignas de conocer. Cerca de allí se encuentra la isla de Pompeya.
Loreto también tiene lugares de recreación y descanso, es considerado un cantón ecológico. Está ubicado cerca del parque nacional Napo Galeras. En Aguarico existe la posibilidad de visitar shamanes, quienes con su sabiduría en el manejo de diferentes plantas con fines medicinales han convertido a este cantón en una verdadera "farmacia natural"

### Parque nacional Yasuní

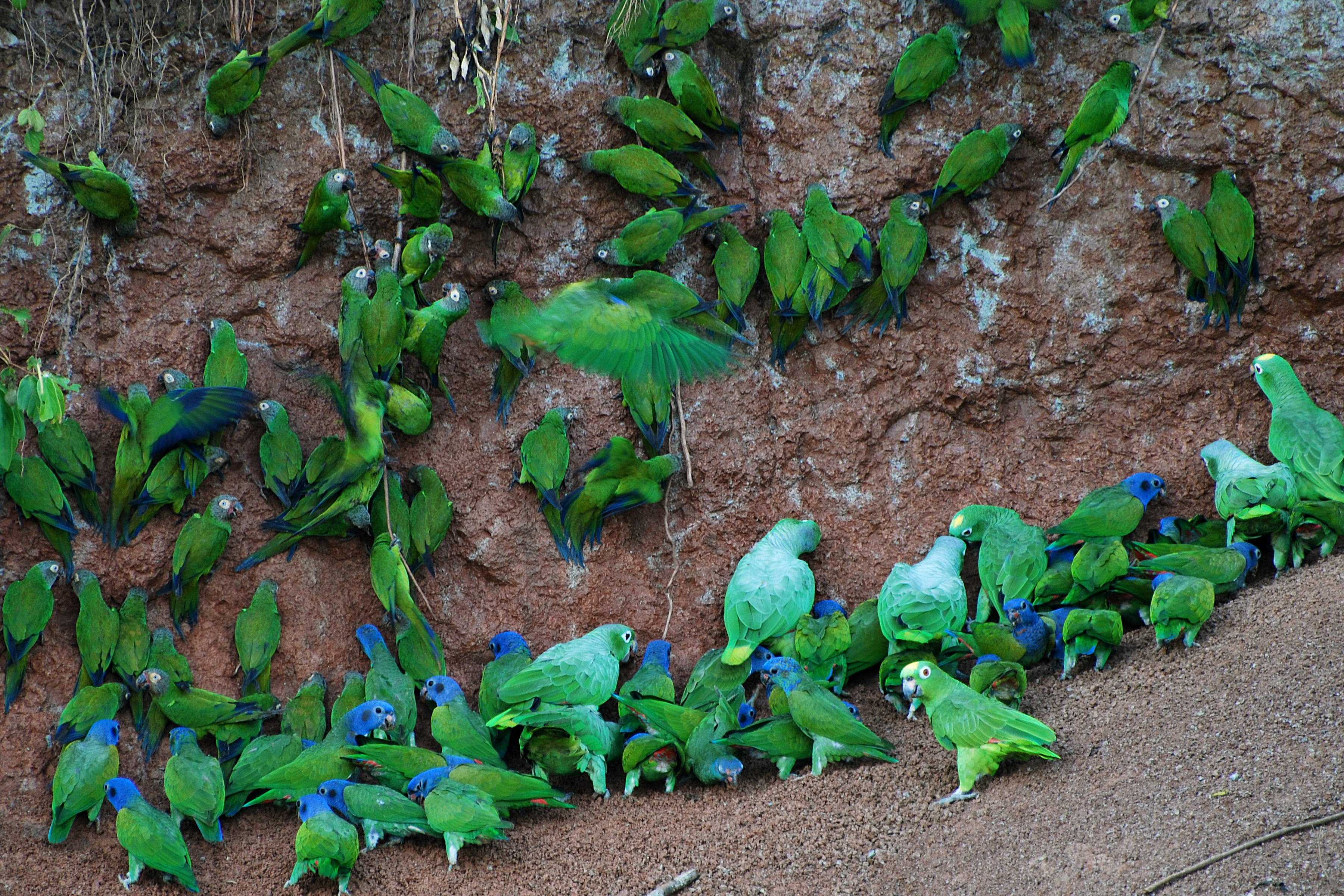
Loros en el parque nacional Yasuní

El Parque nacional Yasuní es un parque nacional que se extiende sobre un área de 9820 kilómetros cuadrados en las provincias de Pastaza, y Orellana entre el río Napo y el río Curaray en plena cuenca amazónica a unos 250 kilómetros al sureste de Quito. El parque, fundamentalmente selvático, fue designado por la Unesco en 1989 como una reserva de la biosfera y es parte del territorio donde se encuentra ubicado el pueblo waorani del cual dos facciones, los tagaeri y taromenane, son grupos no contactados.
El parque está situado en áreas de las subcuencas de los ríos Tiputini, Yasuní, Nashiño, Cononaco y Curaray, tributarios del río Napo, quien a la vez desemboca en el Amazonas. El Parque tiene forma de herradura y comprende desde la zona sur del río Napo y norte del río Curaray, extendiéndose por la cuenca media del río Tivacuno. Según un reciente estudio el parque nacional Yasuní y la zona ampliada subyacente se consideran la zona más biodiversa del planeta por su riqueza en anfibios, aves, mamíferos y plantas. Los estudios hablan de 150 especies de anfibios, 121 de reptiles, 598 especies de aves, entre 169 (confirmadas) y 204 (estimadas) de mamíferos, y en flora se han identificado 2113 especies y se estima que existirían alrededor de 3100.
La zona amazónica ecuatoriana es rica en yacimientos de petróleo y la industria petrolera es el pilar sobre el que se sostiene la economía del Estado ecuatoriano desde la década de 1970. Ante esto, en el año 1998 el gobierno de Jamil Mahuad declaró la zona sur de PNY zona intangible, para proteger a los pueblos no contactados y preservar la reserva de la biósfera lejos de los campos petroleros. Desde el año 2007 alrededor del PNY se ha formulado una propuesta denominada Iniciativa ITT para mantener el crudo bajo tierra aplicando un tipo de compensación económica internacional, la que no ha podido concretarse.

### Coca
El principal atractivo del lugar es la naturaleza, dotada de una alta biodiversidad, en una variedad de ecosistemas que se extienden en una zona con un alto índice de especies endémicas, considerada por científicos ambientales como laboratorio para la investigación genética mundial. Algunos de los atractivos de la ciudad son:

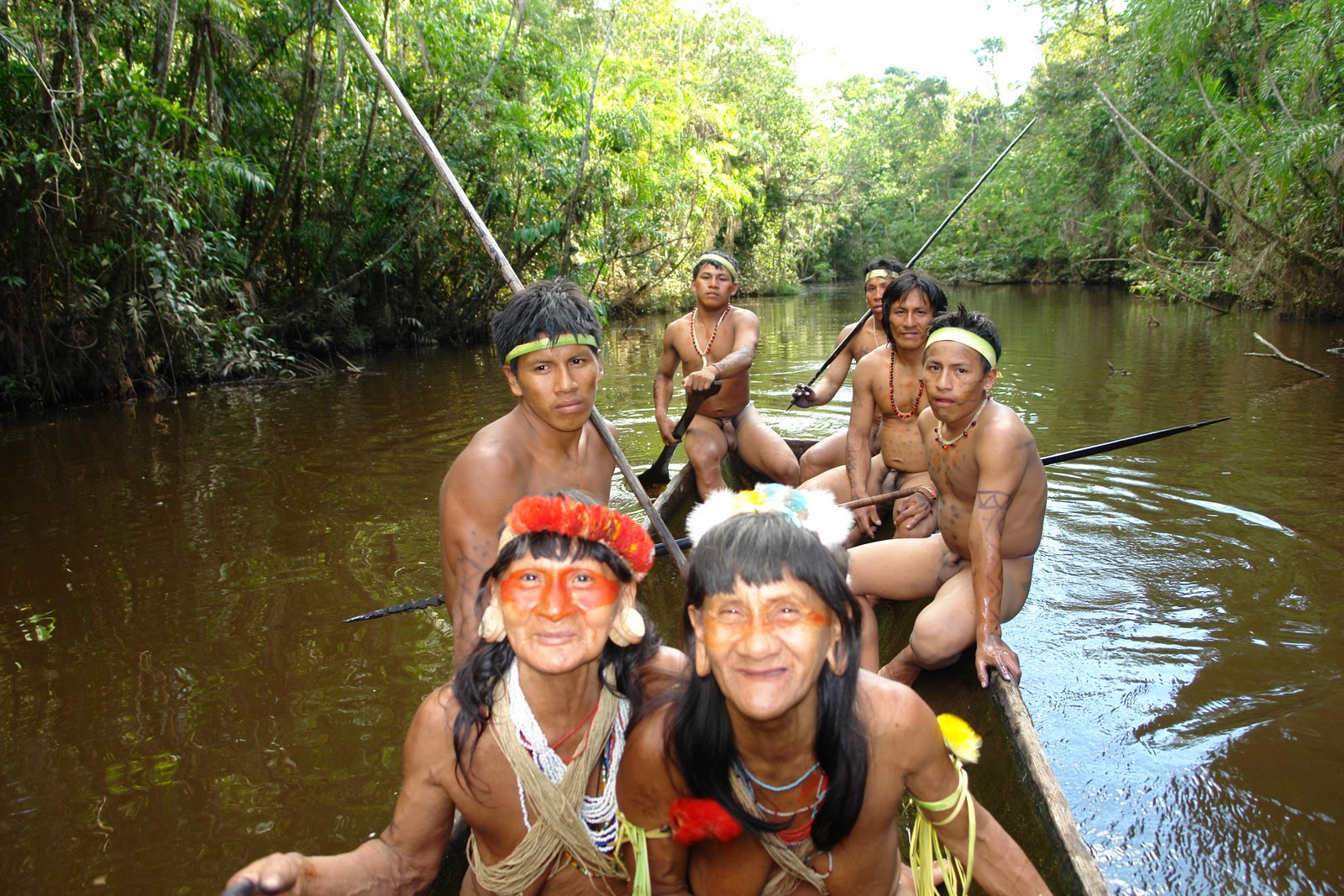
Familia waorani.

- La iglesia catedral: Fue construida por los sacerdotes capuchinos, hace aproximadamente 35 años, por tanto su arquitectura es contemporánea. Entre los objetos más valiosos de la iglesia se encuentran los objetos personales de la Hermana Inés Arango, misionera que intentó la evangelización de los waoranis. Estos objetos se guardan en la que fuera su habitación, tal y como ella la dejó antes de partir. La patrona de la catedral es la "Virgen del Carmen" y se realiza cada 16 de julio la fiesta en su honor.

- El Museo Arqueológico y Centro Cultural de Orellana: Fue recientemente inaugurado, y actualmente muestra la exposición arqueológica: "Rostros de Luna". La exposición muestra las cerámicas encontradas en las riberas del río Napo. El MACCO está ubicado en las calles Chimborazo y Quito.